# 665
665(육백육십오)는 664보다 크고 666보다 작은 자연수다.

## 수학
- 합성수로, 그 약수는 1, 5, 7, 19, 35, 95, 133, 665다. 진약수의 합은 295이므로, 665는 부족수다.
- 88번째 쐐기수다. 앞의 쐐기수는 663, 다음 쐐기수는 670이다.
  - 26번째 홀수 쐐기수다. 앞의 홀수 쐐기수는 663, 다음은 705다.
- {\displaystyle 11^{3}-1}은 665로 나누어떨어진다.

## 과학·기술
- 코스모스 665호(영어판)
- NGC 665(영어판): 물고기자리 방향으로 약 2.36억 광년 떨어진 렌즈형은하.
- EC665 유로콥터 타이거

## 교통
- 메릴랜드 665번 주도(영어판)
- 현도 제665호선

## 군사
- U-665(영어판, 독일어판): 제2차 세계 대전에 사용된 나치 독일의 군용 잠수함.

## 문화유산
- 대한민국의 보물 제665호: 경주 낭산 마애보살삼존좌상

## 기타
- 연도: 665년, 기원전 665년